# Laguna Antiquina
La laguna Antiquina es un cuerpo de agua ubicado en la localidad homónima en la provincia de Arauco, al sur de la región del Biobío.

## Descripción
La laguna Antiquina se ubica en el límite sur de la comuna de Cañete, al sur de la VIII Región y al norte del río Lleulleu. Tiene una forma triangular alargada con un área de aproximadamente 75 hectáreas (0,75 km²) con una altitud de 11 m s. n. m.: 113 
El río Pocuna es un afluente de la laguna que drena las laderas del cordón montañoso que separan esta zona costera de la cuenca del lago Lanalhue. Por otro lado, en el vértice norte nace un corto afluente que alimenta una segunda laguna de menor tamaño, que luego desagua al estero Curanilahue.
Tiene una profundidad de solo 2.9 m como promedio y 4.8 como máximo en periodo pre lluvias. Su volumen es de más de 2 millones de metros cúbicos.

## Historia
Luis Risopatrón escribió en 1924 en su obra "Diccionario jeográfico de Chile" que su nombre era del fundo que existía en la zona.: 38 

## Población, economía y ecología
Sus terrenos arenosos y bajos son usados en su mayoría para fines ganaderos y agrícolas.

### Estado trófico
La eutrofización es el envejecimiento natural de cuerpos lacustres (lagos, lagunas, embalses, pantanos, humedales, etc.) como resultado de la acumulación gradual de nutrientes, un incremento de la productividad biológica y la acumulación paulatina de sedimentos provenientes de su cuenca de drenaje.: 4  Su avance es dependiente del flujo de nutrientes, de las dimensiones y forma del cuerpo lacustre y del tiempo de permanencia del agua en el mismo.: 24  En estado natural la eutrofización es lenta (a escala de milenios), pero por causas relacionadas con el mal uso del suelo, el incremento de la erosión y por la descarga de aguas servidas domésticas entre otras, puede verse acelerado a escala temporal de décadas o menos.: 4  Los elementos más característicos del estado trófico son fósforo, nitrógeno, DBO5 y clorofila y la propiedad turbiedad.
Existen diferentes criterios de clasificación trófica que caracterizan la concentración de esos elementos (de menor a mayor concentración) como: ultraoligotrófico, oligotrófico, mesotrófico, eutrófico, hipereutrófico. Ese es el estado trófico del elemento en el cuerpo de agua. Los estados hipereutrófico y eutrófico son estados no deseados en el ecosistema, debido a que los bienes y servicios que nos brinda el agua (bebida, recreación, higiene, entre otros) son más compatibles con lagos de características ultraoligotróficas, oligotróficas o mesotróficas.: 14 
Según un informe de la Dirección General de Aguas de 2018, el lago tenía estado oligotrófico en su elemento clorofila en 1994.: 23 